# 吴官营镇
吴官营镇，原名吴官营乡，是中华人民共和国河北省邯郸市鸡泽县下辖的一个乡镇级行政单位。2020年3月撤乡设镇。

## 行政区划
吴官营镇下辖以下地区：
东安上村、吴官营村、西张六固村、东张六固村、柳官营村、贾庄村、叶官营村、郝庄村、八家寨村、靳庄村、旧城营村、邢堤村、刘庄村、申园村、东于口村、西于口村、胡庄村、宋庄村、郭庄村、程官营村和逄官营村。